# Turricaspia caspia
Turricaspia caspia е вид охлюв от семейство Hydrobiidae. Видът не е застрашен от изчезване.

## Разпространение и местообитание
Разпространен е в Азербайджан, Иран, Казахстан, Русия (Дагестан) и Туркменистан.
Обитава сладководни басейни и морета.